# Valentin Iordanov
Valentin Iordanov (n. 26 ianuarie 1960, Sandrovo, Ruse, Ruse, Bulgaria) este un luptător ce a reprezentat Bulgaria, medaliat olimpic. A participat la 3 ediții ale Jocurilor Olimpice (1988, 1992, 1996) în care a câștigat o medalie de aur și o medalie de bronz.